# 维尔纳·冯·海登斯坦

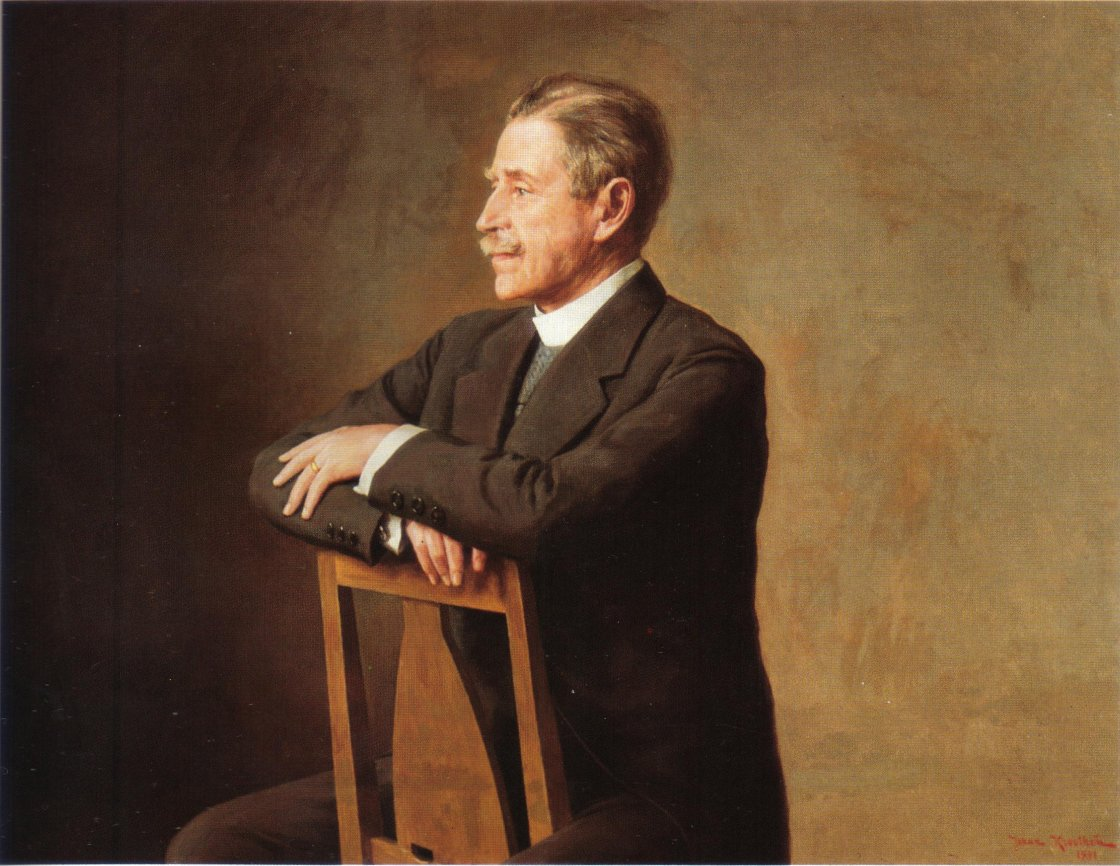
维尔纳·冯·海登斯坦画像

卡尔·古斯塔夫·维尔纳·冯·海登斯坦（又译魏尔纳·海顿斯坦姆，1859年7月6日—1940年5月20日），瑞典诗人、小说家，1912年成为瑞典学院院士（第8席），1916年为“褒奖他在瑞典文学新纪元中所占之重要代表地位”，获颁诺贝尔文学奖。海登斯坦的作品主要描述瑞典人的生活，富有爱国热情，主要作品有诗集《朝圣年代》（Vallfart och vandringsår，1888年）。

## 作品列表
- （1888年）
- 《朝圣年代》（Vallfart och vandringsår，1888年）
- （1889年）
- （1889年，小说）
- （1892年）
-  (1895)
- （1897年－1898年，小说）
- （1900年）
- （1901年）
- （1902年）
- （1904年）
- （1905年－1907年）
- （1910年）
- （1915年）

## 作品的中譯
- 諾貝爾文學獎全集編譯委員會/編譯，《龐陶普丹(1917)/蓋萊羅普(1917)/韓德斯坦(1917)》，台北市：九華文化出版，1981年。
- 黃瓊華、哈國平/譯，《海登斯坦詩選》，台北市：遠景，1982年。
- 陳映真/主編，黃瓊華、哈國平/譯，《查理士國王的人馬》，台北市：遠景，1982年再版。